# Boyan Radev
Boyan Radev (Pernik, Bulgaria, 25 de febrero de 1942) es un deportista búlgaro retirado especialista en lucha grecorromana donde llegó a ser campeón olímpico en Tokio 1964 y en México 1968. Boyan Radev es también conocido por ser un coleccionista y expositor de arte.

## Carrera deportiva
Fue dos veces campeón Olímpico al ganar dos medallas de oro (1964 y 1968) y en 1966 fue campeón  mundial. También obtuvo la medalla de plata en 1962 y 1967 en las Copas Mundiales así como el Campeonato Europeo.
En los Juegos Olímpicos de 1964 celebrados en Tokio ganó la medalla de oro en lucha grecorromana estilo peso ligero-pesado, por delante del luchador sueco Per Svensson (plata) y del alemán Heinz Kiehl (bronce).
Cuatro años más tarde, en las Olimpiadas de México 1968, volvió a ganar la medalla de oro en la misma categoría.

## Luchador profesional
Boyan Radev luchó para Minyor Pernik, Orlin Pirdop, CSKA Sofia y Spartak Sofia.